# Pythium volutum
Pythium volutum ist ein Phyto-Pathogen aus der Familie der Pythiaceae innerhalb der Gruppe der Eipilze. Es infiziert Weizen, Gerste und Rasen bildende Gräser.
Es scheint empfindlich gegen einige typischerweise in Selektionsmedien für Pythium-Arten enthaltene Bestandteile zu sein, so dass für seine Isolation nach alternativen Methoden gesucht werden sollte.

## Wirte und Symptome
Pythium volutum verursacht in rasenbildenden Grasarten eine Krankheit, die mit einer sich flächig ausbreitenden Bleiche der Pflanzen einhergeht, von der insbesondere Weißes Straußgras betroffen ist. Weißes Straußgras wird auf vielen Greens von Golfplätzen eingesetzt. Die Mehrzahl der Infektionsereignisse hat sich im Südosten der Vereinigten Staaten ereignet. Diese regionale Konzentration geht auf die dort vorhandenen idealen Umweltbedingungen für das Pathogen zurück. Wenn Weißes Straußgras infiziert wurde, treten flächenhaft Chlorosen, Welken und Symptome von Trocken-Stress auf. Im Falle des Weißen Straußgrases können große Flecken abgestorbener Gräser beobachtet werden. Diese Symptome werden am häufigsten in den Sommermonaten beobachtet, wenn die Boden- und Bodenoberflächentemperaturen hoch sind. Weil Pythium volutum ein Wurzelfäule-Pathogen ist, wird die Möglichkeit der Gräser, Wasser aufzunehmen, gehemmt. Bei hohen Boden- und Bodenoberflächentemperaturen zeigen die Pflanzen Symptome eines Welkens und von Chlorosen, die schließlich zum Absterben führen. Geringe Nährstoffzufuhr, geringer Sauerstoffgehalt des Bodens und Trockenstress können das Auftreten der Symptome verstärken. Während diese Symptome am stärksten bei hohen Temperaturen und geringer Feuchtigkeit hervortreten, findet die Infektion bei niedrigeren Temperaturen und höherer Bodenfeuchtigkeit statt.

## Bekämpfung
Um Pythium volutum wirkdam bekämpfen zu können, sind einige Schritte erforderlich. Einige Schritte beim Anbau sind die Überwachung der Bewässerung und eine Förderung der Durchlüftung durch Drainage. Weil Pythium-Arten feuchteabhängig sind (daher der englische Begriff „water molds“), kann ein geschicktes Bewässerungs-Management das Risiko einer Infektion senken. Eine Durchlüftung des Bodens wird dies gleichfalls tun, da das Wasser besser austreten kann. Ein Ableiten des austretenden Wassers unterbindet die Bewegung der Sporen von Wurzel zu Wurzel. Schließlich reduziert ein Mulchen den Stress für die Pflanzen und macht sie weniger anfällig für eine Infektion mit dem Pathogen. Chemische Mittel sind eine weitere Option für die Behandlung und Bekämpfung. Während der infektiösen Periode können Fungizide appliziert werden, um das Infektionsrisiko zu senken. Tatsächlich sollten sowohl Anbaumaßnahmen als auch eine chemische Bekämpfung gemeinsam angewandt werden, um die besten Ergebnisse zu erreichen. Fungizide töten die Eipilze und ihre Sporen und bekämpfen die Pathogene effektiv.

## Lebenszyklus
Ausgehend von einer infizierten, toten Pflanze tritt Pythium volutum in seine sexuelle Phase ein. In dieser Phase wird ein Oogonium durch ein Antheridium befruchtet. Pythium voultum wird normalerweise von einem einzelnen Antheridium befruchtet, doch wurden auch schon vier gleichzeitige Befruchtungen beobachtet, was die Art von anderen Pythium-Arten unterscheidet. Nach der Befruchtung wird eine Oospore erzeugt, ein Dauerstadium, das auch ein Überwintern im Boden ermöglicht. Sobald die Oospore entstanden ist, kann sie Zoosporen produzieren oder auskeimen und selbst direkt neue Pflanzen infizieren. Aus diesem Grund können entweder die Oospore oder die Zoosporen als initiales Inokulum betrachtet werden. Eine Freisetzung der Zoosporen ist wasserabhängig, da diese zu den Wirten schwimmen. Sobald sie das Wirtsgewebe erreicht haben, infizieren sie dieses. Diese Infektion ist systemisch und endet mit den beschriebenen Symptomen und dem Absterben der Pflanze. Vor dem Tod der Pflanze bildet das Pathogen sogenannte Sporangien. Diese können vom Wind, vom Regen oder mechanisch verbreitet werden und so neue Wirte infizieren. Sobald die Sporangien auf einen neuen Wirt treffen, werden Zoosporen freigesetzt, die vorhandenes Wasser nutzen, um zu Öffnungen oder Wunden im Straußgras zu schwimmen. Hier unterscheidet sich die Infektion von dem des initialen Inokulums, weil die Sporen auch durch andere Pflanzenteile als das Wurzelgewebe in den Wirt eindringen. Danach wird die Pflanze schließlich absterben und das Pathogen wird erneut als Oospore überwintern. Eine Infektion der Pflanzen erfolgt im Frühjahr oder im Herbst, zu einer Zeit mit optimalen Temperaturen und Feuchteverhältnissen.